# Список председателей Национального конвента Франции

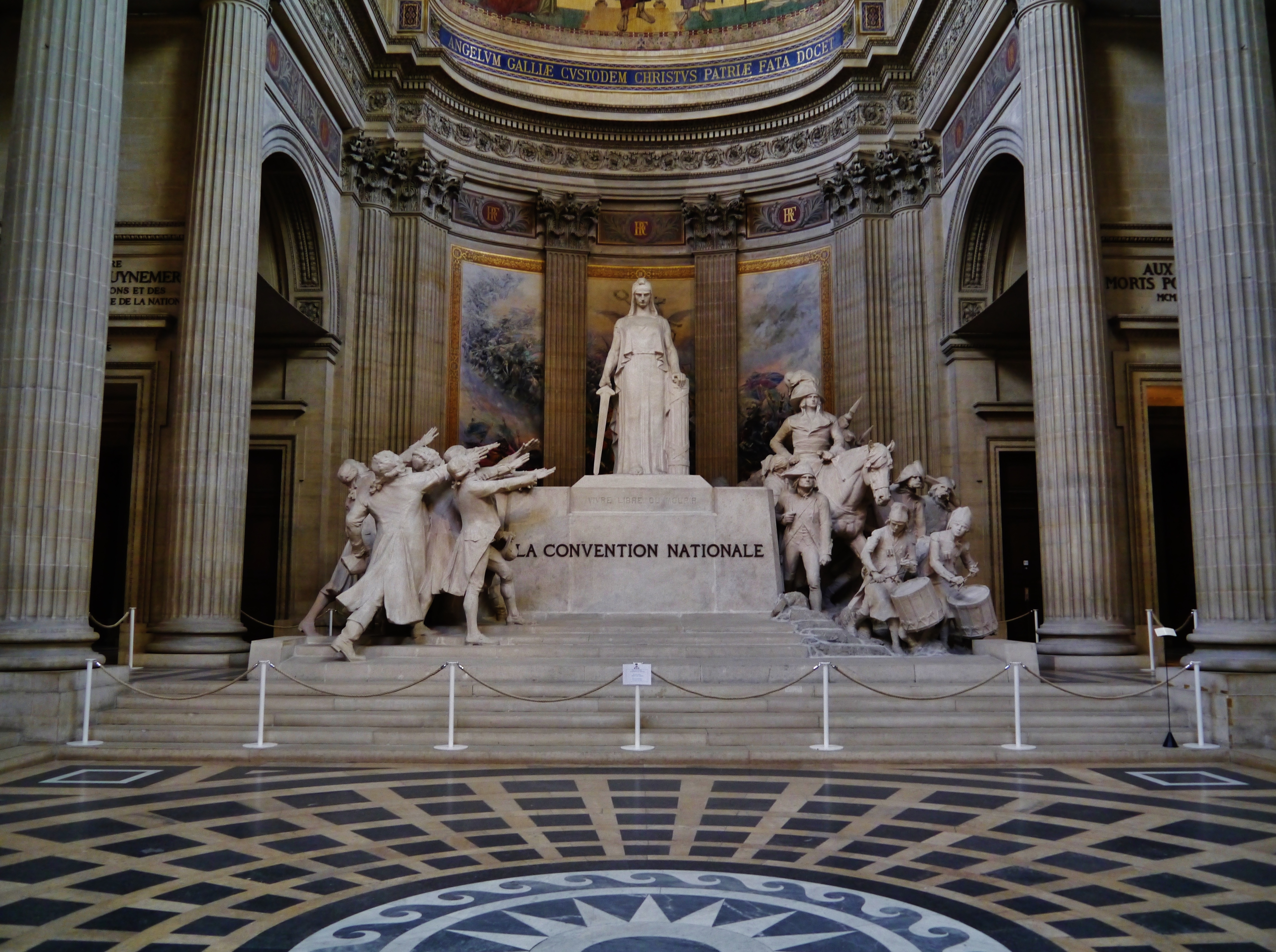
Монумент Национальному конвенту в Пантеоне (скульптор В.-Л. Сикар, 1913 г.)

Список председателей Национального конвента (фр. présidents de la Convention nationale) Франции включает лиц, возглавлявших Национальный конвент (фр. Convention nationale) — высший одновременно законодательный и исполнительный орган Первой французской республики во время Великой французской революции, действовавший с 21 сентября 1792 года по 26 октября 1795 года. Законодательное собрание после восстания 10 августа 1792 года, свергнувшего монархию, постановило приостановить короля Людовика XVI в его функциях и созвать национальный Конвент для выработки новой конституции. Выборы в Конвент были двухстепенными, в них участвовали все мужчины (исключая домашнюю прислугу), достигшие 21 года. Таким образом национальный Конвент — первая французская законодательная ассамблея, выбранная на основе всеобщего избирательного права. Председатели Конвента выбирались депутатами на двухнедельный срок.  Функциональными и административными органами Конвента являлись многочисленные комитеты, из которых наибольшим влиянием обладал Комитет общественного спасения (фр. Comité du salut public).
За три года работы Конвента (20 сентября 1792 года – 26 октября 1795 года) должность его президента (фр. Président de la Convention nationale, в русской традиции обычно переводится как «председатель») замещалась 76 раз, но поскольку 3 депутата (Ж.-М. Эро де Сешель, М. Робеспьер и Ж.-М. Колло д’Эрбуа) занимали этот пост дважды, то всего председателями Конвента были 73 лица. Двухнедельный срок полномочий, как правило, не нарушался, однако уже в октябре 1793 года Л. Ж. Шарлье оставался на посту 18 дней. Самым коротким срок полномочий был у Ж.-Б. Маттье — 9 дней, с 26 мая по 4 июня 1795 года; самым длительным — 21 день — у Т. Вернье (с 5 по 26 мая 1795 года) и Т. Берлье (со 2 по 22 сентября 1795 года).
Использованная в первых столбцах таблиц нумерация является условной. Для удобства список разделён на принятые во французской историографии периоды истории страны. Приведённые в преамбулах к каждому из разделов описания этих периодов призваны пояснить особенности политической жизни.

## Умеренный период (сентябрь 1792 — июнь 1793)
Первое рабочее заседание Конвента состоялось 21 сентября 1792 года, в тот же день с воодушевлением была провозглашена отмена королевской власти. 22 сентября было объявлено об установлении республиканского календаря, исчисляющего время от первого полного дня Республики. Первый период работы Конвента характеризовался политическим влиянием жирондистов.
|        | Портрет | Имя (годы жизни) | Полномочия              | Полномочия              | Пр.    |
| Начало | Портрет | Имя (годы жизни) | Окончание               |                         | Пр.    |
| ------ | ------- | --- | ----------------------- | ----------------------- | ------ |
| —      |         | Филипп-Жак Рюль (1737—1795) фр. Philippe-Jacques Rühl                                                                 | 20 сентября 1792 (часы) | 20 сентября 1792 (часы) | [ 7 ]  |
| 1      |         | Жером Петион (Петион де Вильнёв) (1756—1794) фр. Jérôme Pétion (Pétion de Villeneuve)                                 | 20 сентября 1792        | 4 октября 1792          | [ 8 ]  |
| 2      |         | Жан-Франсуа Делакруа (1753—1794) фр. Jean-François Delacroix                                                          | 4 октября 1792          | 18 октября 1792         | [ 9 ]  |
| 3      |         | Маргерит-Эли Гаде (1758—1794) фр. Marguerite-Élie Guadet                                                              | 18 октября 1792         | 1 ноября 1792           | [ 10 ] |
| 4 (I)  |         | Мари-Жан Эро де Сешель (1759—1794) фр. Marie-Jean Hérault de Séchelles                                                | 1 ноября 1792           | 15 ноября 1792          | [ 11 ] |
| 5      |         | Анри-Жан-Батист Грегуар (1750—1831) фр. Baptiste-Henri Grégoire                                                       | 15 ноября 1792          | 29 ноября 1792          | [ 12 ] |
| 6      |         | Бертран Барер (Барер де Вьёзак) (1755—1841) фр. Bertrand Barère (Barère de Vieuzac)                                   | 29 ноября 1792          | 13 декабря 1792         | [ 13 ] |
| 7      |         | Жак Дефермон (Дефермон де Шапелье) (1752—1831) фр. Jacques Defermon (Defermon des Chapelieres)                        | 13 декабря 1792         | 27 декабря 1792         | [ 14 ] |
| 8      |         | Жан-Батист Трельяр (1742—1810) фр. Jean-Baptiste Treilhard                                                            | 27 декабря 1792         | 10 января 1793          | [ 15 ] |
| 9      |         | Пьер-Виктюрниен Верньо (1753—1793) фр. Pierre-Victurnien Vergniaud)                                                   | 10 января 1793          | 24 января 1793          | [ 16 ] |
| 10     |         | Жан-Поль Рабо (Рабо-Сен-Этьен) (1753—1793) фр. Jean-Paul Rabaut (Rabaut-Saint-Étienne)                                | 24 января 1793          | 7 февраля 1793          | [ 17 ] |
| 11     |         | Жан-Жак Бреар (Бреар-Дюплесси) (1751—1840) фр. Jean-Jacques Bréard (Bréard-Duplessis)                                 | 7 февраля 1793          | 21 февраля 1793         | [ 18 ] |
| 12     |         | Эдмон-Луи-Алексис Дюбуа де Крансе (Дюбуа-Крансе) (1747—1814) фр. Edmond-Louis-Alexis Dubois de Crancé (Dubois-Crancé) | 21 февраля 1793         | 7 марта 1793            | [ 19 ] |
| 13     |         | Арман Жансонне (1758—1793) фр. Armand Gensonné                                                                        | 7 марта 1793            | 21 марта 1793           | [ 20 ] |
| 14     |         | Жан-Антуан-Жозеф де Бри (Дебри) (1760—1834) фр. Jean-Antoine-Joseph de Bry (Debry)                                    | 21 марта 1793           | 4 апреля 1793           | [ 21 ] |
| 15     |         | Жан-Франсуа-Бертран Дельмас (1751—1798) фр. Jean-François-Bertrand Delmas                                             | 4 апреля 1793           | 18 апреля 1793          | [ 22 ] |
| 16     |         | Марк-Давид Альба (Лассурс) (1763—1793) фр. Marc-David Alba (Lasource)                                                 | 18 апреля 1793          | 2 мая 1793              | [ 23 ] |
| 17     |         | Жан-Батист Буайе-Фонфред (1766—1793) фр. Jean-Baptiste Boyer-Fonfrède                                                 | 2 мая 1793              | 16 мая 1793             | [ 24 ] |
| 18     |         | Оноре-Максимен Инар (1755—1825) фр. Honoré-Maximin Isnard                                                             | 16 мая 1793             | 30 мая 1793             | [ 25 ] |
| 19     |         | Франсуа-Рене-Огюст Малларме (1755—1835) фр. François-René-Auguste Mallarmé                                            | 30 мая 1793             | 13 июня 1793            | [ 26 ] |

## Радикальный период (июнь 1793 — июль 1794)
Период после восстания 31 мая — 2 июня 1793 года, приведшего к падению жирондистов и началу в сентябре 1793 года массовых казней, продолжавшихся до термидорианского переворота 27 июля 1794 года.
|         | Портрет | Имя (годы жизни)                                                                                         | Полномочия      | Полномочия       | Пр.    |
| Начало  | Портрет | Имя (годы жизни)                                                                                         | Окончание       |                  | Пр.    |
| ------- | ------- | --- | --------------- | ---------------- | ------ |
| 20      |         | Жан-Мари Колло (Колло д’Эрбуа) (1749—1796) фр. Jean-Marie Collot (Collot d'Herbois)                      | 13 июня 1793    | 27 июня 1793     | [ 27 ] |
| 21      |         | Жак-Алексис Тюрьо (Тюрьо де ла Розье) (1753—1829) фр. Jacques-Alexis Thuriot (Thuriot de la Rosière)     | 27 июня 1793    | 11 июля 1793     | [ 28 ] |
| 22      |         | Андре Жанбон (Жанбон Сен-Андре) (1749—1813) фр. André Jeanbon (Jeanbon Saint-André)                      | 11 июля 1793    | 25 июля 1793     | [ 29 ] |
| 23      |         | Жорж-Жак Дантон (1759—1794) фр. Georges-Jacques Danton                                                   | 25 июля 1793    | 8 августа 1793   | [ 30 ] |
| 4 (II)  |         | Мари-Жан Эро де Сешель (1759—1794) фр. Marie-Jean Hérault de Séchelles                                   | 8 августа 1793  | 22 августа 1793  | [ 11 ] |
| 24 (I)  |         | Максимильен-Франсуа-Мари-Исидор (де) Робеспьер (1759—1794) фр. Maximilien-Marie-Isidore (de) Robespierre | 22 августа 1793 | 5 сентября 1793  | [ 31 ] |
| 25      |         | Жак-Никола Бийо (Бийо-Варенн) (1756—1819) фр. Jacques-Nicolas Billaud (Billaud-Varenne)                  | 5 сентября 1793 | 19 сентября 1793 | [ 32 ] |
| 26      |         | Пьер-Жозеф Камбон (1754—1820) фр. Pierre-Joseph Cambon                                                   | 5 сентября 1793 | 3 октября 1793   | [ 33 ] |
| 27      |         | Луи-Жозеф Шарлье (1754—1797) фр. Louis-Joseph Charlier                                                   | 3 октября 1793  | 22 октября 1793  | [ 34 ] |
| 28      |         | Муаз-Антуан-Пьер-Жан Бель (1755—1815) фр. Moïse-Antoine-Pierre-Jean Bayle                                | 22 октября 1793 | 6 ноября 1793    | [ 35 ] |
| 29      |         | Пьер-Антуан Лалуа (1749—1846) фр. Pierre-Antoine Laloy                                                   | 6 ноября 1793   | 21 ноября 1793   | [ 36 ] |
| 30      |         | Шарль-Жильбер Ромм (1750—1795) фр. Charles-Gilbert Romme                                                 | 21 ноября 1793  | 6 декабря 1793   | [ 37 ] |
| 31      |         | Жан-Анри Вуллан (1751—1801) фр. Jean-Henri Voulland                                                      | 6 декабря 1793  | 21 декабря 1793  | [ 38 ] |
| 32      |         | Жорж-Огюст Кутон (1755—1794) фр. Georges-Auguste Couthon                                                 | 21 декабря 1793 | 5 января 1794    | [ 39 ] |
| 33      |         | Жак-Луи Давид (1748—1825) фр. Jacques-Louis David                                                        | 5 января 1794   | 20 января 1794   | [ 40 ] |
| 34      |         | Марк-Гийом-Алексис Вадье (1736—1828) фр. Marc-Guillaume-Alexis Vadier                                    | 20 января 1794  | 4 февраля 1794   | [ 41 ] |
| 35      |         | Жозеф-Никола Барбо дю Барран (1761—1816) фр. Joseph-Nicolas Barbeau du Barran (Dubarran)                 | 4 февраля 1794  | 19 февраля 1794  | [ 42 ] |
| 36      |         | Луи-Антуан де Сен-Жюст (1767—1794) фр. Louis-Antoine de Saint-Just                                       | 19 февраля 1794 | 6 марта 1794     | [ 43 ] |
| 37      |         | Филипп Рюль (1737—1795) фр. Philippe-Jacques Rühl                                                        | 6 марта 1794    | 21 марта 1794    | [ 7 ]  |
| 38      |         | Жан-Ламбер Тальен (1767—1820) фр. Jean-Lambert Tallien                                                   | 21 марта 1794   | 5 апреля 1794    | [ 44 ] |
| 39      |         | Жан-Батист-Андре Амар (1755—1816) фр. Jean-Baptiste-André Amar                                           | 5 апреля 1794   | 20 апреля 1794   | [ 45 ] |
| 40      |         | Жан-Батист-Робер Ленде (1746—1825) фр. Jean-Baptiste-Robert Lindet                                       | 20 апреля 1794  | 5 мая 1794       | [ 46 ] |
| 41      |         | Лазар-Никола-Марюэрит Карно (1753—1823) фр. Lazare-Nicolas-Marguerite Carnot                             | 5 мая 1794      | 20 мая 1794      | [ 47 ] |
| 42      |         | Клод-Антуан Приёр-Дювернуа (1763—1832) фр. Claude-Antoine Prieur-Duvernois                               | 20 мая 1794     | 4 июня 1794      | [ 48 ] |
| 24 (II) |         | Максимильен-Франсуа-Мари-Исидор (де) Робеспьер (1759—1794) фр. Maximilien-Marie-Isidore (de) Robespierre | 4 июня 1794     | 19 июня 1794     | [ 31 ] |
| 43      |         | Эли Лакост (1745—1806) фр. Élie Lacoste                                                                  | 19 июня 1794    | 5 июля 1794      | [ 49 ] |
| 44      |         | Жан-Антуан Луи («Луи дю Бас-Рен») (1742—1796) фр. Jean-Antoine Louis (Louis du Bas-Rhin)                 | 5 июля 1794     | 19 июля 1794     | [ 50 ] |

## Период реакции (июль 1794 — октябрь 1795)
Период после Термидорианского переворота 27 июля 1794 года, приведшего к аресту и казни Робеспьера и его сторонников и положившего начало сворачиванию режима революционного правительства (термидорианской реакции). После принятия Конвентом 25 августа 1795 года Конституции III года был избран новый законодательный орган, состоящий из двух палат (Совета пятисот и Совета старейшин), вскоре образовавший новый исполнительный орган (правительство) — Исполнительную Директорию, начавшую работать 10 ноября 1795 года.
|         | Портрет | Имя (годы жизни) | Полномочия       | Полномочия       | Пр.    |
| Начало  | Портрет | Имя (годы жизни) | Окончание        |                  | Пр.    |
| ------- | ------- | --- | ---------------- | ---------------- | ------ |
| 20 (II) |         | Жан-Мари Колло д’Эрбуа (Колло д’Эрбуа) (1749—1796) фр. Jean-Marie Collot (Collot d'Herbois)                                          | 19 июля 1794     | 3 августа 1794   | [ 27 ] |
| 45      |         | Филипп-Антуан Мерлен (1754—1838) фр. Philippe-Antoine Merlin                                                                         | 3 августа 1794   | 18 августа 1794  | [ 53 ] |
| 46      |         | Антуан-Кристоф Мерлен (1762—1833) фр. Philippe-Antoine Merlin                                                                        | 18 августа 1794  | 2 сентября 1794  | [ 54 ] |
| 47      |         | Андре-Антуан Бернар де Жёзен (Бернар де Сент) (1751—1818) фр. André-Antoine Bernard des Jeuzines (Bernard de Saintes)                | 2 сентября 1794  | 22 сентября 1794 | [ 55 ] |
| 48      |         | Андре Дюмон (1764—1838) фр. André Dumont                                                                                             | 22 сентября 1794 | 7 октября 1794   | [ 56 ] |
| 49      |         | Жан-Жак-Режи де Камбасерес (1753—1824) фр. Jean-Jacques-Régis de Cambacérès                                                          | 7 октября 1794   | 22 октября 1794  | [ 57 ] |
| 50      |         | Пьер-Луи Приёр (1756—1827) фр. Pierre-Louis Prieur                                                                                   | 22 октября 1794  | 6 ноября 1794    | [ 58 ] |
| 51      |         | Луи Лежандр (Лежандр де Пари) (1752—1797) фр. Louis Legendre (Legendre de Paris)                                                     | 6 ноября 1794    | 24 ноября 1794   | [ 59 ] |
| 52      |         | Жан-Батист Клозель (1746—1803) фр. Jean-Baptiste Clauzel                                                                             | 24 ноября 1794   | 6 декабря 1794   | [ 60 ] |
| 53      |         | Жан-Франсуа Рёбелль (1747—1807) фр. Jean-François Reubell                                                                            | 6 декабря 1794   | 21 декабря 1794  | [ 61 ] |
| 54      |         | Пьер-Луи Бентаболь (1756—1798) фр. Pierre-Louis Bentabole                                                                            | 21 декабря 1794  | 6 января 1795    | [ 62 ] |
| 55      |         | Этьен-Франсуа-Луи-Оноре Ле Турнёр (1751—1817) фр. Étienne-François-Louis-Honoré Le Tourneur (Le Tourneur de la Manche)               | 6 января 1795    | 20 января 1795   | [ 63 ] |
| 56      |         | Станислаc-Жозеф-Франсуа-Ксавье-Алексис Ровер де Фонвьей (1748—1798) фр. Stanislas Joseph François Xavier Alexis Rovère de Fontvielle | 20 января 1795   | 4 февраля 1795   | [ 64 ] |
| 57      |         | Поль-Франсуа-Жан-Никола, виконт де Баррас (1755—1829) фр. Paul François Jean Nicolas, vicomte de Barras                              | 4 февраля 1795   | 19 февраля 1795  | [ 65 ] |
| 58      |         | Франсуа-Луи Бурдон (Бурдон де л’Уаз) (1758—1798) фр. François-Louis Bourdon (Bourdon de l'Oise)                                      | 19 февраля 1795  | 6 марта 1795     | [ 66 ] |
| 59      |         | Антуан-Клер Тибодо (1765—1854) фр. Antoine-Clair Thibaudeau                                                                          | 6 марта 1795     | 24 марта 1795    | [ 67 ] |
| 60      |         | Жан Пеле (Пеле де ла Лозер) (1759—1842) фр. Jean Pelet (Pelet de la Lozère)                                                          | 24 марта 1795    | 5 апреля 1795    | [ 68 ] |
| 61      |         | Франсуа-Антуан де Буасси д’Англа (1756—1826) фр. François-Antoine de Boissy d'Anglas                                                 | 5 апреля 1795    | 20 апреля 1795   | [ 69 ] |
| 62      |         | Эммануэль-Жозеф Сийес (1748—1836) фр. Emmanuel-Joseph Sieyès                                                                         | 20 апреля 1795   | 5 мая 1795       | [ 70 ] |
| 63      |         | Теодор Вернье (1731—1818) фр. Théodore Vernier                                                                                       | 5 мая 1795       | 26 мая 1795      | [ 71 ] |
| 64      |         | Жан-Батист-Шарль Маттье (Матье-Мирапаль) (1763—1833) фр. Jean-Baptiste-Charles Mathieu (Mathieu-Mirampal)                            | 26 мая 1795      | 4 июня 1795      | [ 72 ] |
| 65      |         | Жан-Дени, граф Ланжюине (1753—1827) фр. Jean-Denis, comte Lanjuinais                                                                 | 4 июня 1795      | 19 июня 1795     | [ 73 ] |
| 66      |         | Жан-Батист Луве де Кувре (1760—1797) фр. Jean-Baptiste Louvet de Couvray                                                             | 19 июня 1795     | 4 июля 1795      | [ 74 ] |
| 67      |         | Луи-Густав Дульсе, граф де Понтекулан (1764—1853) фр. Louis-Gustave Doulcet, comte de Pontécoulant                                   | 4 июля 1795      | 19 июля 1795     | [ 75 ] |
| 68      |         | Луи-Мари (де) Ла Ревельер-Лепо (1753—1824) фр. Louis-Marie (de) La Revellière-Lépeaux                                                | 19 июля 1795     | 3 августа 1795   | [ 76 ] |
| 69      |         | Пьер-Клод-Франсуа Дону (1761—1840) фр. Pierre Claude François Daunou                                                                 | 3 августа 1795   | 19 августа 1795  | [ 77 ] |
| 70      |         | Мари-Жозеф-Блез де Шенье (1764—1811) фр. Marie-Joseph-Blaise de Chénier                                                              | 19 августа 1795  | 2 сентября 1795  | [ 78 ] |
| 71      |         | Теофил Берлье (1761—1844) фр. Théophile Berlier                                                                                      | 2 сентября 1795  | 23 сентября 1795 | [ 79 ] |
| 72      |         | Пьер-Шарль-Луи Баден (Баден де Арданн) (1748—1799) фр. Pierre Charles Louis Baudin (Baudin des Ardennes)                             | 23 сентября 1795 | 8 октября 1795   | [ 80 ] |
| 73      |         | Жан-Жозеф-Виктор Женисье (1749—1804) фр. Jean-Joseph-Victor Génissieu                                                                | 8 октября 1795   | 26 октября 1795  | [ 81 ] |